# 국가약품감독관리국
국가약품감독관리국(간체자:国家药品监督管理局, 번체자:國家藥品監督管理局)은 중화인민공화국의 국무원이며 중국의 의약품을 관리, 감독하는 기관이다.

## 소개

### 담당업무
1. 의약품(한약, 민족약 포함), 의료기기 및 화학을 담당합니다. 화장품 안전 감독 관리.감독 및 관리 정책 계획 수립, 법률 및 규정의 초안 작성 조직 초안은 부서별 규칙을 제정하고 시행을 감독합니다. 또한 권장 약품, 의료기기의 연구 작성  및 화장품 신기술 및 신제품에 대한 관리 및 서비스 정책을 담당합니다.
2. 의약품, 의료기기 및 화장품의 품질 관리를 담당하고 제정연구제작 수량 관리를 표준화하고 구현과 생산 품질 관리 규범을 제정하고 책임에 따라 실제 감독합니다.
3. 의약품, 의료기기 및 화장품 표준의 제정 및 시행을 조직하고 감독합니다.분류 규칙, 명명 규칙 및 코딩 규칙.등록관리제도 수립 및 시행, 승인관련 등록 및 임상 시험 승인을 담당합니다.
4. 의약품, 의료기기 및 화장품의 시판 후 위험 관리를 담당합니다.조직의약품 이상반응, 의료기기 이상반응 및 화장품 이상반응에 대한 모니터링 실시측정, 평가 및 폐기 작업.법에 따라 의약품, 의료기기 및 화장품의 안전을 책임집니다.
5. 의약품, 의료기기 및 화장품에 대한 감독 및 검사를 조직하고 지도하는 책임이 있습니다.제도검사 제도를 제정하여, 법에 따라 약품, 의료기기 및 화장품 등록 단계의 위법 행위를 조사 및 처리합니다. 행동은 책임에 따라 생산 과정에서 불법 행위를 조사하고 처벌하도록 조직하고 지도합니다.
6. 의약품·의료기기·화장품 감독관리 분야 대외교류 담당협력 및 관련 국제 규제 규칙 및 표준 제정에 참여합니다.

### 내부부서
국가약품감독관리국의 내부 부서는 종합기획재무부, 정책법규부, 의약품등록관리부, 의약품감독관리사, 의료기기 등록관리사, 의료기기 감독관리사, 화장품 감독관리사, 과학기술국제협력사, 인사사, 기관당위원회, 퇴직간부국으로 구성됩니다.

### 종속된 공공기관
- 중국 식품의약품관리원
- 국립 약전위원회
- 약물 평가 센터
- 먼허 약사 인증 센터
- 언론 및 옹호 센터
- 식품의약품검역센터
- 의료기기기술평가센터
- 행정 업무 접수 서비스 및 불만 신고 센터
- 장기 서비스 센터
- 고급 교육 기관
- 정보 센터
- 남부 의학 경제 연구소
- 양쯔강 삼각주 지점 약물 평가 및 검사 센터

, 소개의 세부사항

## 관련 이슈
1. 한국의 기업인 LG화학이 2022년 11월 중국 [[국가약품감독관리국(NMPA)에 제출한 3상계획도를 자진 취하했는데 당시 NMPA는 충분한 논의 끝에 중국 현지 통풍 임상진료의 관행을 반영한 임상 디자인으로 수정을 요펑했다.
2. 임상 1상에서 주오 교수는 만성 폐쇄성 폐질환 환자에게 줄기세포를 이식하였을 때 환자들의 폐기능뿐만 아니라 증상까지 완화시켰다는 사실 증명했으며 추후에 임상 2상을 계획하고 있고 현재는 중국 국가약품관리감독국의 승인을 받은 상황이라고 말하였다.